# Emad Mohammed
Emad Mohammed Ridha (en árabe: عِمَاد مُحَمَّد رِضَا‎, Kerbala, Kerbala, 24 de julio de 1979) es un exfutbolista y entrenador de fútbol iraquí. Actualmente es el entrenador de la selección nacional sub-20.

## Clubes

### Como jugador
| Club           | País   | Año           |
| -------------- | ------ | ------------- |
| Al-Zawraa      | Irak   | 1998-2002     |
| Al-Gharafa     | Catar  | 2002-2003     |
| Al-Zawraa      | Irak   | 2003-2004     |
| Al-Wakra       | Catar  | 2004-2005     |
| Foolad         | Irán   | 2005-2006     |
| Sepahan        | Irán   | 2006-2010     |
| Zamalek        | Egipto | 2010-2011     |
| Shahin Bushehr | Irán   | 2011 (cedido) |
| Sepahan        | Irán   | 2011-2012     |
| Al-Zawraa      | Irak   | 2012-2014     |

### Como entrenador
| Club (*)                           | País | Año           |
| ---------------------------------- | ---- | ------------- |
| Al-Zawraa                          | Irak | 2014–2015     |
| Al-Najaf                           | Irak | 2015-2017     |
| Naft Al-Wasat SC                   | Irak | 2018          |
| Selección de fútbol sub-17 de Irak | Irak | 2019-2021     |
| Selección de fútbol sub-20 de Irak | Irak | 2021-presente |

(*) Incluyendo selección.